# Cissus javalensis
Cissus javalensis là một loài thực vật hai lá mầm trong họ Nho. Loài này được (Seem.) Planch. miêu tả khoa học đầu tiên năm 1887.